# Académie des sciences, des arts et de la culture de Voïvodine
L'Académie des sciences, des arts et de la culture de Voïvodine (en serbe cyrillique : Војвођанска академија наука, уметности и културе ; en serbe latin : Vojvođanska akademija nauka, umetnosti i kulture ; en abrégé : VANUK) est une institution scientifique et culturelle située à Novi Sad, la capitale de la province autonome de Voïvodine, en Serbie. Elle a été créée en 1979 sous le nom d'« Académie des sciences et des arts de Voïvodine » et a reçu son nom complet en 2015. Elle est actuellement dirigée par Julijan Tamaš.

## Architecture
L'académie est installée 1 rue Vojvode Putnika, dans le quartier central de Stari grad. Il a été construit en 1935-1936 selon des plans l'architecte Danilo Kaćanski (1895-1963) pour accueillir les locaux de la Maison de l'association des professeurs de Yougoslavie (en serbe : Dom Jugoslovenskog učiteljskog udruženja). Il est situé à proximité de la rue Dunavska et en bordure du Dunavski park (le « parc du Danube »). À Novi Sad, Kaćanski a dessiné plusieurs autres édifices dont la villa Gutman (1936) et les locaux de l'usine Albus (1937), détruits en 1978.
Le bâtiment, de style moderniste, est constitué d'un rez-de-chaussée et de trois étages. Au-dessus de l'entrée principale, qui s'inscrit dans une structure architecturale arrondie, se trouve une sculpture représentant Đorđe Natošević, un ancien directeur de la Matica srpska, réalisée en 1934 par Karl Bárány (1894-1977).

## Membres (décembre 2015)

### Département des sciences sociales et des arts
- József Szalma, académicien, secrétaire du département, droit civil, droits des minorités
- Lajos Göncz, académicien, psycholinguistique et sociolinguistique des minorités
- Sava Halugin, académicien, sculpture européenne contemporaine
- Tomislav Ketig
- Jovan Komšić, membre correspondant, systèmes politiques
- Mladen Markov, membre correspondant, écrivain, journaliste
- Miroslav Štatkić
- Julijan Tamaš, académicien, poésie, romans, essais, littératures rusyn et ukrainienne, littératures slaves, littérature comparée et théorie littéraire
- Pero Zubac
- Wilhelm Brauneder, membre honoraire
- Robert Hammerstiel, membre honoraire, peintre et graveur
- Boško Kućanski, membre étranger
- Arnold Suppan, membre étranger
- Támas Prugberger, membre honoraire

### Département des sciences de la nature et des techniques
- Srbislav Denčić, académicien, secrétaire du département, génétique
- István Bikit, membre correspondant, physique nucléaire
- Livija Cvetićanin
- Radomir Folić
- Branimir Gudurić, académicien
- Rudolf Kastori, académicien, nutrition minérale des plantes
- Slobodanka Latinović, membre correspondant, chirurgie oculaire
- Vukadin Leovac, académicien, chimie
- Milorad Miloradov, académicien
- Svetozar Nićin, membre correspondant, chirurgie
- Endre Pap, académicien, métrologie
- Miloš Tešić, académicien, mécanique
- Ivan Damjanov, membre étranger
- Roman Kaliszan, membre étranger
- Radko Mesiar, membre honoraire